# Laurent Marcangeli
Laurent Marcangeli (Ajaccio, 10 dicembre 1980) è un politico e avvocato francese.

## Biografia
Nonostante fosse nato in una famiglia simpatizzante per la causa nazionalista còrsa, Marcangeli entrò nel partito di destra Raggruppamento per la Repubblica all'età di diciassette anni. Frequentò l'università della Corsica dove realizzò una tesi di dottorato sui rapporti tra Charles De Gaulle e la Corsica.
Nel 2007 fu eletto nel consiglio comunale di Ajaccio, sua città natale; quattro anni più tardi fu eletto nel consiglio dipartimentale della Corsica del Sud. Nel giugno 2012 fu eletto all'Assemblea nazionale per la 1ª circoscrizione della Corsica imponendosi contro Simon Renucci, sindaco di Ajaccio, e diventando il più giovane deputato dell'isola.
Nel marzo 2014 Marcangeli fu eletto sindaco di Ajaccio. Nell'ottobre successivo però il tribunale amministrativo di Bastia annullò l'esito delle votazioni per irregolarità. Di conseguenza Marcangeli rassegnò dimissioni da sindaco. Nel febbraio 2015 si ripresentò alle elezioni comunali aiaccine vincendo con il 59.25% dei voti al secondo turno.
All'inizio del 2018 lasciò i Repubblicani in disaccordo con la linea politica di Laurent Wauquiez. Nel novembre dello stesso anno fondò il movimento Ajaccio!. Il 15 marzo 2020 Marcangeli fu rieletto sindaco di Ajaccio.
In occasione delle regionali del 2021 Marcangeli si è candidato alla carica di presidente del Consiglio esecutivo della Corsica a capo della coalizione Un soffiu novu composta dal Comitato Centrale Bonapartista, dai Repubblicani e dall'Unione dei Democratici e degli Indipendenti. Dopo aver ottenuto al primo turno il 24,86% dei voti, secondo solo al nazionalista Gilles Simeoni, nella seconda tornata si è aggiudicato il 32,02% delle preferenze, classificandosi così secondo e conquistando 17 seggi.